# Provincia di Nakhon Pathom
La provincia di Nakhon Pathom si trova in Thailandia, nella regione della Thailandia Centrale. Si estende per 2.168.3 km², ha 849.689 abitanti ed il capoluogo è il distretto di Mueang Nakhon Pathom. La città principale è Nakhon Pathom.

## Storia
Con il grande aumento dell'urbanizzazione avvenuto in Thailandia negli anni 1970, la provincia di Nakhon Pathom ha visto un grande incremento della sua popolazione e, data la vicinanza alla capitale, è stata assorbita nella Regione metropolitana di Bangkok (in thailandese กรุงเทพมหานครและปริมณฑล, krung thep maha nakhon lae parimonthon, letteralmente: metropoli di Bangkok e perimetro) insieme alle vicine province di Samut Sakhon, Samut Prakan, Pathum Thani e Nonthaburi. Sia Bangkok che ognuna delle province della regione metropolitana hanno mantenuto il proprio governo, mentre la regione non dispone di un proprio ente amministrativo che ne regoli la pianificazione, la gestione e lo sviluppo.

## Geografia antropica

### Suddivisioni amministrative

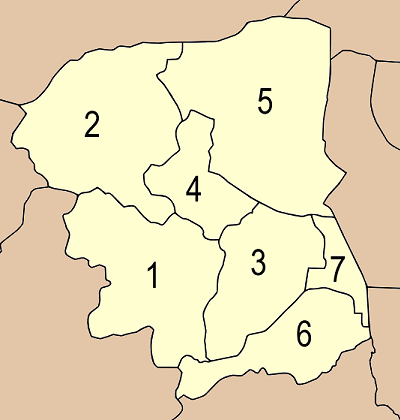
Mappa degli Amphoe

La provincia è suddivisa in 7 distretti (amphoe). Questi a loro volta sono suddivisi in 105 sottodistretti (tambon) e 919 villaggi (muban).
| 1. Mueang Nakhon Pathom 2. Kamphaeng Saen 3. Nakhon Chai Si 4. Don Tum | 1. Bang Len 2. Sam Phran 3. Phutthamonthon |